# Ophioscincus cooloolensis
Ophioscincus cooloolensis — вид сцинкоподібних ящірок родини сцинкових (Scincidae). Ендемік Австралії.

## Поширення і екологія
Ophioscincus cooloolensis мешкають в прибережних районах на південному сході Квінсленду, в районі Національного парку Крумбіт-Топс, а також на острові К'Гарі та в сусідньому районі в околицях Кулули. Вони живуть на вологих прибережних пустищах валлум та у вологих тропічних лісах.